# Kanał Raduni
Kanał Raduni – zabytkowy (wpis do rejestru zabytków nr 848 z 18 maja 1981), sztuczny przekop Raduni o długości 13,5 km. Ma on początek w Starej Raduni, w Pruszczu Gdańskim, a uchodzi do Motławy w Gdańsku. Płynie przez Pruszcz Gdański i Gdańsk.

## Historia

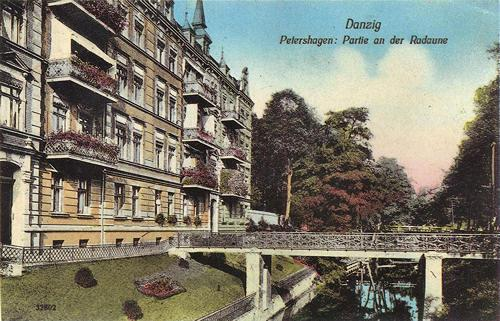
Kanał Raduni na Zaroślaku, ok. 1900

Kanał został wytyczony w 1338 r., a wybudowany w latach 1348–1356 przez Krzyżaków, po uprzednim (w 1347 r.) zbudowaniu przed Pruszczem śluzy regulującej dopływ wody z Raduni. Pomysł realizacji tej budowli przypisuje się zwykle komturowi gdańskiemu i późniejszemu wielkiemu mistrzowi zakonu krzyżackiego Winrichowi von Kniprode. W istocie decyzja o budowie kanału zapadła w latach 1333–1334, a rzeczywistym inicjatorem budowy był inny komtur gdański – Jordan von Vehren. Najstarsza wiadomość o Kanale Raduni znajduje się w przywileju dla Oruni z 1338 roku, natomiast w źródłach gdańskich kanał pojawia się po raz pierwszy w 1342 roku. Kanał miał służyć przede wszystkim do zaopatrzenia położonych na bagiennym terenie Gdańska i tamtejszego zamku krzyżackiego w świeżą wodę pitną, a także jako napęd dla młynów (w tym Wielkiego Młyna – stąd jego pierwsza nazwa „Młynówka”), kuźni i tartaków. Wody płynące kanałem napełniały również gdańskie fosy, zarówno miejskie, jak i zamkowe.
Nad kanałem powstawały młyny (już z 1367 r. pochodzi wzmianka o „starym młynie” oraz śluzie pozwalającej regulować stan wody i głębokość kanału poniżej Pruszcza), kuźnie i tartaki – Krzyżacy zbudowali w Pruszczu młyn wodny, unowocześniony w 1619 roku przez Jakuba van den Blocke i Jana Strakowskiego. Ze względu na strategiczny charakter kanału, w średniowieczu i czasach nowożytnych był on strzeżony przez basteję, znajdującą się między śluzą a Kościołem Podwyższenia Krzyża Świętego w Pruszczu.
Na przełomie XVI i XVII wieku Gdańsk został obwarowany nowożytnymi fortyfikacjami. Problem przeprowadzenia wód kanału przez nowe wały rozwiązano przez budowę sklepionego kanału w lewym czole bastionu św. Elżbiety, którą zakończono w 1563. Z kolei dla rozwiązania problemu różnicy poziomów wody w fosie i Kanale (poziom w fosie był o kilka metrów niższy niż poziom wody w Kanale Raduni w miejscu jej przejścia przez fortyfikacje) zbudowano przepust, który otrzymał formę wspartego na łękach murowanego akweduktu. Miał on po obu stronach wodoszczelne bariery, na nich wznosiły się po dwie niewielkie wieżyczki – sterczyny, podobne do zachowanych do dzisiaj na Kamiennej Śluzie i mające taką samą funkcję zabezpieczania przed przejściem po koronie muru ewentualnych napastników. Około 1636 kamienny akwedukt został zburzony i zastąpiony drewnianym przepustem, który istniał aż do splantowania wałów u schyłku XIX wieku.
Do lat 40. XVII w. Kanał Raduni uchodził bezpośrednio do Wisły w okolicy dzisiejszej ulicy Rybaki Górne. Został wtedy przekierowany do Motławy.
Nad kanałem Raduni, w okolicach dzisiejszego Targu Rakowego, znajdował się Kunszt Wodny (niem. Wasserkunst). Powstał w I połowie XVI wieku. Był on stacją pomp, które nadawały ciśnienie wodzie pitnej sprowadzanej do Gdańska z ówczesnej wsi Krzyżowniki.
9 lipca 2001 roku po gwałtownych opadach deszczu (127,7 mm w ciągu 8 godzin; norma miesięczna dla lipca wynosiła 68 mm/m²) nastąpiło przekroczenie przepustowości Kanału Raduni (wystąpił przepływ 125 m³/s przy przepustowości 25 m³/s), co spowodowało przelanie wałów na wysokości ulic Serbskiej, Gościnnej, Niegowskiej oraz w rejonie posesji przy Trakcie Świętego Wojciecha nr 417 i 450, a w konsekwencji powódź na osiedlach Orunia, Lipce i Św. Wojciech oraz liczne zniszczenia tej części Gdańska.

## Przebieg

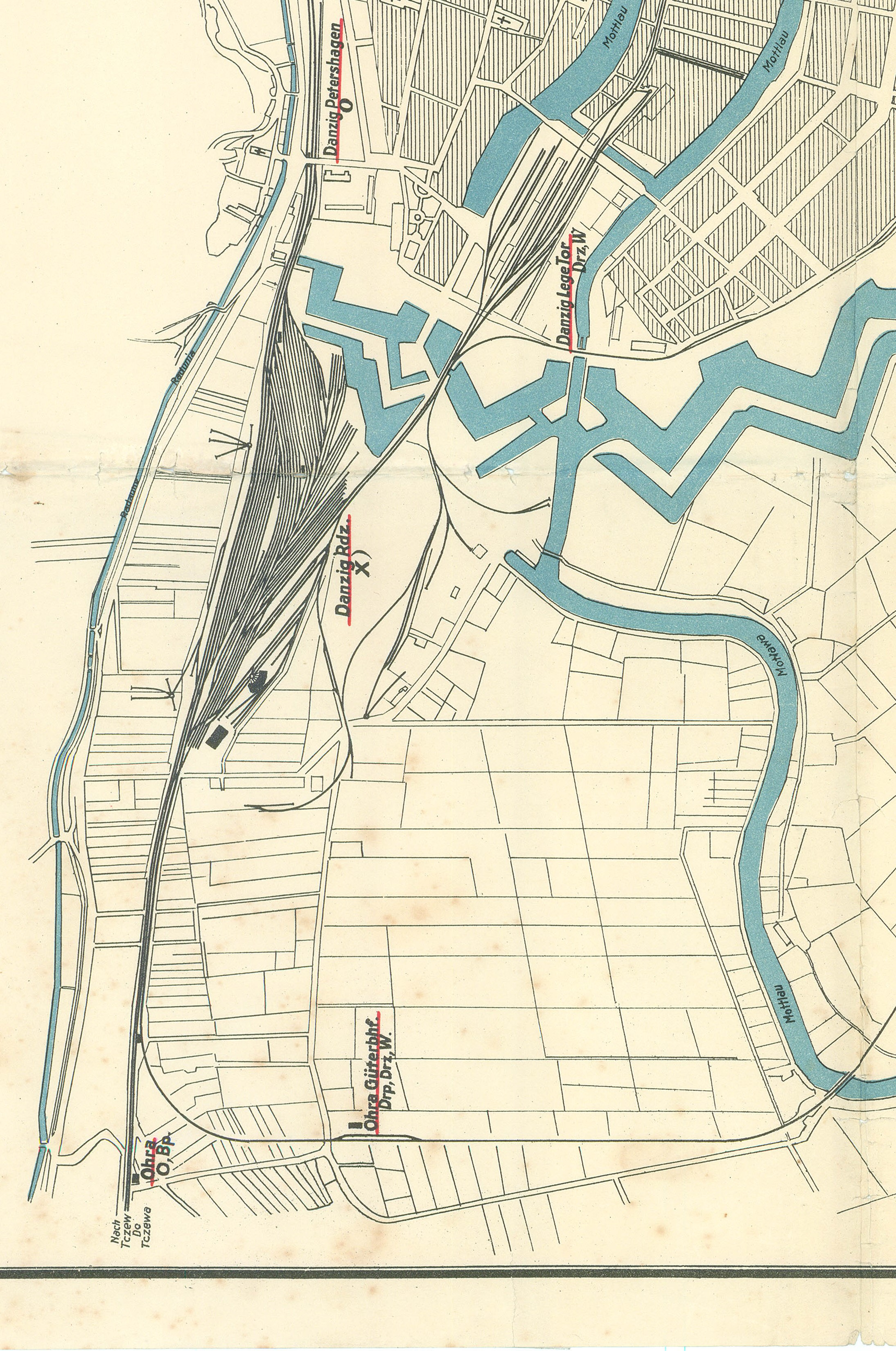
Przebieg kanału od Oruni do Śródmieścia na planie z pocz. XX wieku

Kanał bierze swój początek w wodach rzeki Raduni na południowym zachodzie Pruszcza Gdańskiego, niedaleko wsi Juszkowo. Następnie biegnie południkowo, uregulowanym korytem przez Pruszcz.
Na północnym krańcu Pruszcza kanał traci swój uregulowany bieg i płynie krętym korytem aż do gdańskiego osiedla Święty Wojciech, przyjmując po drodze wody Potoku Rotmanka. W południowej części Świętego Wojciecha wybudowano zrzut wody do Raduni. Na tym odcinku przez 3 km biegnie równolegle do rzeki Raduni w odległości 35–180 m.
W Świętym Wojciechu u podnóża Wzgórza Świętego Wojciecha odzyskuje swój regularny bieg i w miarę prostym korytem płynie przez Lipce i Orunię, gdzie u podnóża Góry Glinianej uchodzi Potok Oruński. W tym miejscu Kanał Raduni płynie obok zespołu przyrodniczo-krajobrazowego Dolina Potoku Oruńskiego.
Na Zaroślaku Kanał Raduni posiada połączenie z Opływem Motławy poprzez zbudowane tam dwa zrzuty przeciwpowodziowe.
Paręset metrów dalej kanał po raz pierwszy „znika” z powierzchni wpadając w syfon i przechodząc pod liniami kolejowymi nr 9 i 250. Po około 300 metrach kanał wraca na powierzchnię w centrum Gdańska, w okolicach Targu Siennego.
Po następnych 300 metrach kanał ponownie płynie w zamkniętym korycie wpadając w przepust pod Nowym Ratuszem i ulicą Wały Jagiellońskie, a wychodzi na powierzchnię po 150 metrach.
Dalej kanał przepływa przez historyczne centrum Gdańska. Tworzy małą wyspę na której znajdują się Wielki i Mały Młyn. Następnie zakręca i po paruset metrach znajduje ujście w Motławie, na wysokości północnego krańca Ołowianki.

### Jednostki terytorialne
Kanał przechodzi kolejno przez miejscowości, osiedla lub rejony historyczne:
- Pruszcz Gdański
- Święty Wojciech, Ostróżek
- Lipce
- Orunia, Ptaszniki, Oruńskie Przedmieście, Stare Szkoty
- Zaroślak
- Główne Miasto
- Stare Miasto, Osiek, Zamczysko

### Obiekty
- 27 mostów kołowych
- 29 kładek pieszych
- 4 jazy (Pruszcz Gd, Św. Wojciech, Zaroślak, Stare Miasto)
- 2 wodospady (Wyspa Wielkiego Młyna)
- Elektrownia Wodna Pruszcz I

### Wał
Od północnego krańca Pruszcza do Zaroślaka nad Kanałem Raduni zbudowany został szeroki wał, na którym zasadzono aleję kasztanowców. Jest on wykorzystywany jako ścieżka rowerowa, choć formalnie pełni funkcję drogi technologicznej. Od Św. Wojciecha do Starych Szkotów wał nabiera szerokości i znajduje się na nim wiele budynków mieszkalnych w bezpośrednim sąsiedztwie kanału.

## Modernizacja

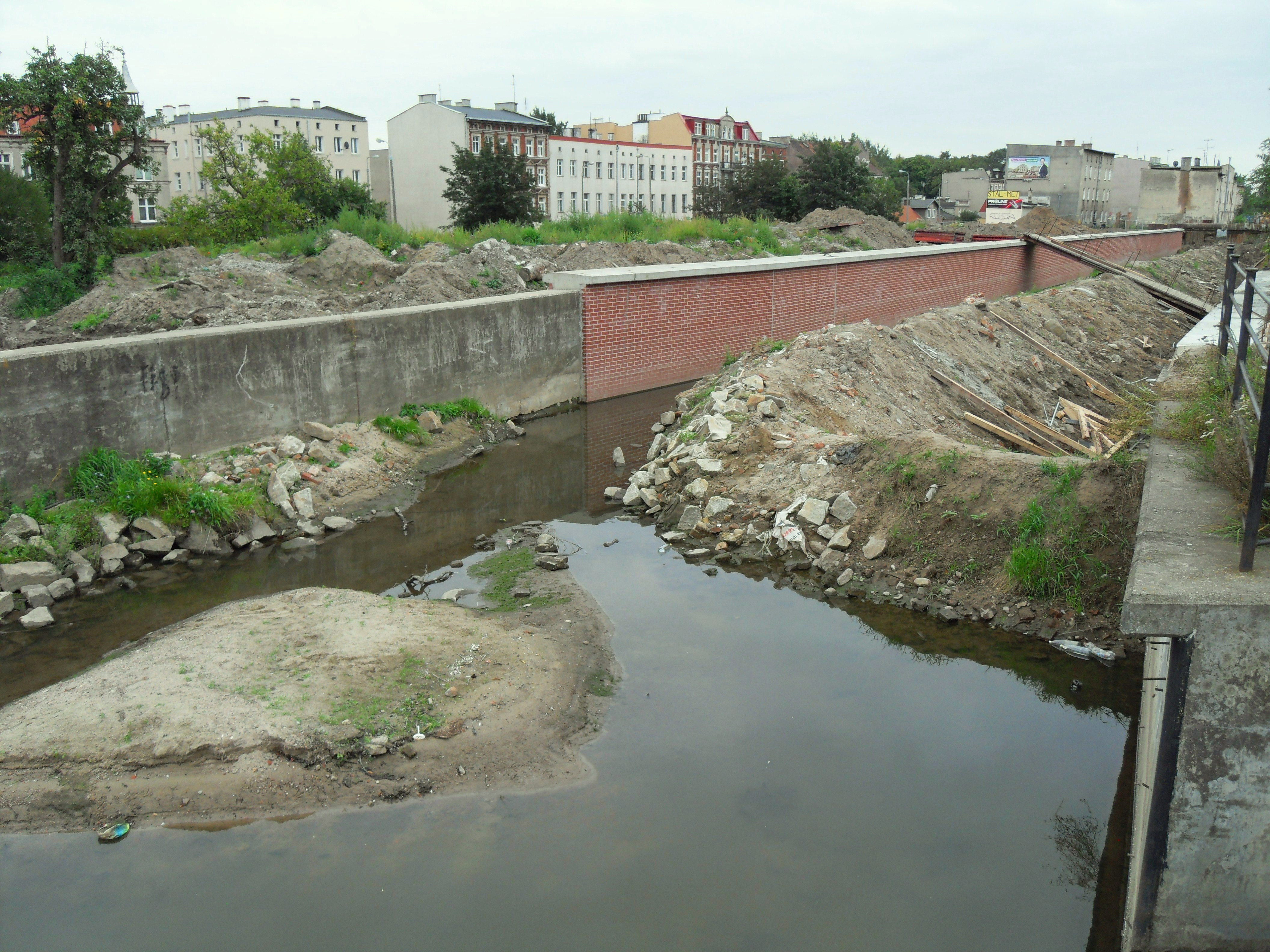
Przebudowa kanału, wrzesień 2012

W roku 2011 rozpoczęto planowaną na lata 2011–2014 przebudowę Kanału Raduni, na którą złożyły się budowa zabezpieczeń brzegowych, wzmocnienie i uszczelnienie wału przeciwpowodziowego, odtworzenie kilkunastu kładek dla pieszych wraz z przyczółkami utrudniającymi swobodny przepływ wody oraz m.in. usunięcie przebiegających przez niego sieci wodociągowych, kanalizacyjnych i innych. W 2013 roku w ramach programu „Kompleksowe zabezpieczenie przeciwpowodziowe Żuław – Powiat Gdański” prace rozpoczęto na odcinku Kanału znajdującym się na terenie miasta Pruszcz Gdański. Prace na odcinku od ulicy Raciborskiego do granicy z Gdańskiem, których wykonawcą za kwotę 15,5 mln zł była firma Aarslef, zakończono w czerwcu 2014 (oficjalnie: 31 lipca). Realizacja drugiego etapu prac (1,2 km w centrum Pruszcza Gdańskiego), dla którego rolę inwestora zastępczego pełni powiat gdański, planowana od lipca 2014, rozpoczęła się ostatecznie po podpisaniu umowy z wykonawcą – firmą Skanska, co nastąpiło 5 grudnia 2014. Wartość kontraktu wynosiła 18,3 mln przy założonym pierwotnie kosztorysie w wysokości 24,7 mln zł. Była to największa i najbardziej kosztowna inwestycja w historii powiatu – obydwa etapy modernizacji na obszarze miasta Pruszcz kosztowały ponad 43,4 mln zł (w tym 36,9 mln zł z NFOŚiGW i 6,5 mln zł z budżetu państwa). Zakończenie prac zaplanowano na 30 listopada 2015.
W 2015 miasto Pruszcz Gdański zamierzało wybudować na kanale mostek dla rowerzystów, który połączy drogę rowerową biegnącą od centrum Gdańska po wale kanału z wybudowaną już wcześniej ścieżką rowerową Via Ambra, biegnącą zachodnią stroną kanału w granicach Pruszcza. Jako pierwsze powstały jednak nowe mostki po obydwu stronach ul. Raciborskiego (w 2016 po południowej, a w kwietniu 2017 po stronie północnej, który kosztował 300 tys. zł). Mostek przy granicy ze Św. Wojciechem miał powstać w technologii kompozytowej (z tworzyw sztucznych pochodzących z recyklingu) we współpracy z Politechniką Gdańską do końca 2017, jednak ostatecznie oddano go do użytku w połowie 2018 roku.
Od stycznia do września 2018 miała miejsce przebudowa mostu nad Kanałem w osi ul. Starogardzkiej. Koszt realizacji inwestycji wyniósł 7,5 mln zł, a jej ostateczne oddanie do użytku nastąpiło 8 października 2018.
Przewidywana jest budowa kolejnego kanału zrzutowego wód kanału do Raduni, którego lokalizacja przewidywana jest w północnej części Pruszcza.
24 czerwca 2020 na Lipcach, na wysokości Dworu Ferberów, posadowiona została kładka dla pieszych o długości 15 m i szerokości 2,5 m.